# Oxymormyrus
Oxymormyrus is een geslacht van straalvinnige vissen uit de familie van de tapirvissen (Mormyridae).

## Soorten
- Oxymormyrus boulengeri (Pellegrin, 1900)
- Oxymormyrus zanclirostris (Günther, 1867)